# Yang Young-jin
Yang Young-jin (ur. 6 czerwca 1971) – południowokoreański zapaśnik w stylu klasycznym. Czterokrotny uczestnik mistrzostw świata, ósmy w 1997. Złoto na igrzyskach azjatyckich w 1994, srebro w 2002, szósty w 1998. Najlepszy na igrzyskach wschodniej Azji w 1997.
Zdobył trzy medale mistrzostw Azji, złoty w 1997, srebrny w 1993 i brązowy w  1992. Trzeci w Pucharze Świata w 1997; piąty w 1993 i 1996 roku.